# Río Arriari
Le río Arriari est une rivière de Colombie et un affluent du río Guaviare, donc un sous-affluent de l'Orénoque.

## Géographie
De 185 km de longueur, le río Arriari prend sa source sur le versant est de la Cordillère Orientale, dans le paramo de Sumapaz (département de Meta). Il coule ensuite vers le sud-est puis le nord avant de rejoindre le río Guaviare au niveau de la municipalité de Puerto Concordia, quelques kilomètres en aval de la ville de San José del Guaviare.